# Мелухха
Мелухха (шум. 𒈨𒈛𒄩𒆠, Meluḫḫa) — назва долини Інду в месопотамських джерелах. Можливо, переінакшена на шумерський лад самоназва народу, що створив Індську цивілізацію (від якої також походить санскритське «mleccha» — «варвар, іноземець») або ж назва, яку місцеве населення використовувало для означення своєї країни (від дравідійського «met-akam» — «країна»).
Відома завдяки тісним торговельним зв'язкам, які з Індією підтримували міста Шумеру. Із занепадом Індської цивілізації і припиненням активної морської торгівлі із Сходом назва «Мелухха» перетворилося у месопотамському епосі на синонім далекої казкової країни. Саме цим можна пояснити її появу в едикті ассирійського царя Ашшурбаніпала (668–627 рр. до н. е.), який згадує її поруч з Єгиптом.